# Futbol'nyj Klub Volyn' 2018-2019
Questa voce raccoglie le informazioni riguardanti il Futbol'nyj Klub Volyn' nelle competizioni ufficiali della stagione 2018-2019.

## Rosa
| N. |                     | Ruolo | Calciatore              |
| -- | ------------------- | ----- | ----------------------- |
| 1  | Ucraina (bandiera)  | P     | Oleksandr Vorobey       |
| 3  | Ucraina (bandiera)  | D     | Serhiy Siminin          |
| 4  | Ucraina (bandiera)  | D     | Valeriy Boldenkov       |
| 5  | Slovenia (bandiera) | D     | Miha Goropevšek         |
| 7  | Ucraina (bandiera)  | C     | Oleh Herasymyuk         |
| 8  | Iran (bandiera)     | A     | Siavash Hagh Nazari     |
| 16 | Ucraina (bandiera)  | C     | Artur Ryabov            |
| 19 | Ucraina (bandiera)  | C     | Oleksiy Zinkevych       |
| 20 | Ucraina (bandiera)  | A     | Ihor Karpenko           |
| 22 | Ucraina (bandiera)  | C     | Rostyslav Voloshynovych |
| 25 | Ucraina (bandiera)  | D     | Nazar Stasyshyn         |

| N. |                    | Ruolo | Calciatore        |
| -- | ------------------ | ----- | ----------------- |
| 29 | Ucraina (bandiera) | C     | Denys Kožanov     |
| 30 | Croazia (bandiera) | C     | Mladen Bartulović |
| 32 | Ucraina (bandiera) | D     | Serhiy Petko      |
| 34 | Ucraina (bandiera) | D     | Oleksandr Klymets |
| 42 | Ucraina (bandiera) | P     | Vitaliy Nedilko   |
| 43 | Ucraina (bandiera) | C     | Artur Zapadnja    |
| 44 | Ucraina (bandiera) | D     | Jevhen Nepljach   |
| 47 | Ucraina (bandiera) | P     | Bohdan Kohut      |
| 89 | Ucraina (bandiera) | A     | Dmytro Kozban     |
| 93 | Ucraina (bandiera) | D     | Ivan Cjupa        |
| 95 | Ucraina (bandiera) | D     | Vasyl Kurko       |